# Рубач, Михаил Абрамович
Михаил Абрамович Рубач (Рубанович) (1899, село Чернечья Слобода Роменского уезда Полтавской губернии /ныне Бурынского района Сумской области Украины/ — 1980 Киев), автор многих исследований по истории, историографии,профессор, доктор исторических наук,педагог,лектор,архивист. Лауреат Государственной премии УССР в области науки и техники (1969) за двухтомный труд «Победа Великой Октябрьской социалистической революции на Украине» (в соавторстве).

## Биография
В 1920-х годах основал и занимал должность редактора журнала «Летопись Революции» в Харькове — первого исторического журнала в СССР. Был членом редакционной коллегии журнала «Архівна справа». Одновременно заведовал Центральным архивным управлением УССР (до 1930 года), руководит Археографической комиссией Центрального архивного управления УССР, а также является директором Института истории партии при ЦК КП (б) (с 1929 года по 1932 год).
В 1935 году по сфальсифицированному обвинению был репрессирован и обвинён в «украинском буржуазном национализме». В результате Михаил Абрамович был освобожден. Если такие счастливые случаи ещё тогда могли иметь место, то вскоре они были полностью исключены. Однако в то время ему удалось избежать смерти (по чистой случайности). Председателем «тройки», которая рассматривала его дело, был латыш[кто?], с которым Михаил Абрамович сотрудничал много лет назад (в годы революции) в Екатеринославе. Он стал крупной фигурой в правительстве Советской Латвии. Увидев, кто обвиняется, он заключил, что обвинение надуманное, и Михаила Абрамовича отпустили.
После Второй мировой войны работает профессором Киевского государственного университета им. Т. Г. Шевченко и является заведующим отделом, старшим научным сотрудником Института истории АН УССР.
В пятидесятые годы опять подвергся гонениям. Появилось множество надуманных обвинений, дело доходило даже до приклеивания политических ярлыков, таких как «живой троцкист, который далёк от марксистско-ленинского понимания истории».
Автор трудов по истории аграрных отношений на Украине в начале XX века и истории Октябрьской революции и гражданской войны, историографии, подготовил более тридцати кандидатов и докторов наук.
Удостоен Государственной премии УССР в области науки и техники (1969) за двухтомный труд «Победа Великой Октябрьской социалистической революции на Украине» (в соавторстве).

## Книги
- История Екатеринославской социал-демократической организации. 1889—1903 гг. Воспоминания, документы, литературные и художественные материалы. Собраны и редактированы М. А. Рубачем. — Екатеринослав: Типо-Литография Екатерининс. жел. дор., 1923.
- Аграрная революция на Украине  в 1917 г. // Летопись Революции, 1927, № 5 (26)—№ 6 (27). Сентябрь—декабрь. — Харьков: Государственное издательство Украины. — С. 7—45. — 467 с.
- Реакційна суть націоналістичних «теорій» безкласовості та «єдиного потоку». — К.: Держполітвидав УРСР, 1955. — 72 с.
- Очерки по истории революционного преобразования аграрных отношений на Украине в период проведения Октябрьской революции. — К.: Изд-во АН УССР, 1957. — 457 с.
- «Федералистические теории в истории России» («Русская историческая литература в классовом освещении», т. II, 1930, о Н. Костомарове)
- Победа советской власти на Украине. — М.: Наука, 1967. — 579 с.[2]
- Буржуазно-куркульська націоналістична ідеологія під машкарою демократії «трудового народу» (Соціально-політичні погляди М. С. Грушевського) / М. А. Рубач // Грушевський, Михайло Сергійович. Твори: у 50 т. /  М. С. Грушевський; редкол.: П. Сохань (голов. ред.), І. Гирич та ін. — Львів: Видавництво «Світ». — 2015. Т. 46. Кн. 2. — C. 246—303.

## Критика
Юрий Гамрецкий: 

В Михаиле Абрамовиче Рубаче органически сочетались талант глубокого исследователя, прекрасного знатока архивных документов, академического кабинетного ученого и одновременно блестящего лектора, острого полемиста, речь которого аудитория воспринимала с неослабным интересом.